# توماش گونسوفسکی
توماش گونسوفسکی (لهستانی: Tomasz Gąssowski؛ ‏ زادهٔ ۱۹۶۳) موسیقی‌دان، آهنگساز و تهیه‌کننده موسیقی اهل لهستان بود.
از فیلم‌هایی که وی در آن‌ها نقش داشته‌است، می‌توان به ترفندها و همبستگی، همبستگی... اشاره نمود.